# 総合競技大会

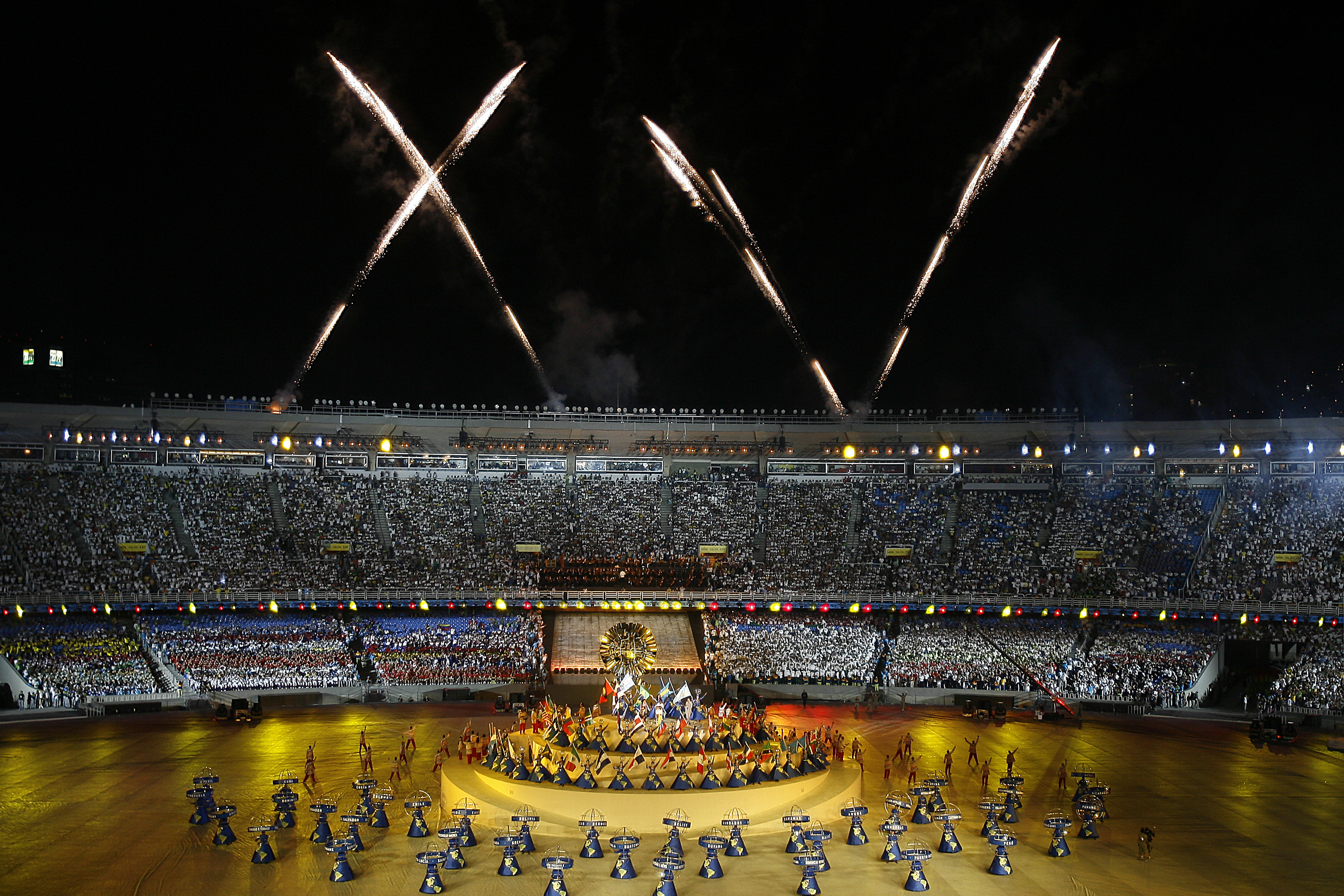
パンアメリカン競技大会はアメリカ大陸の各国からアスリートが参加する大規模国際総合競技大会である。

総合競技大会（そうごうきょうぎたいかい、英語: multi-sport event）とは、複数の競技を総合的に開催する大会である。
スポーツの総合競技大会（総合スポーツ大会とも）が多いが、「競技（英: sport）」の意にはスポーツ（sports）以外の娯楽も含まれ、スポーツ以外のジャンルの総合競技大会も開催されている。
多くの場合、総合競技大会は複数日の期間開催される。総合競技大会では、選手は国家ごとに分かれて選手団を結成し、様々な競技に参加する。現在、最も有名は国際総合競技大会はオリンピックである。
多くの地方総合競技大会がオリンピック設立以後に設立、計画されてきた。その多くがオリンピックと同じような形態で大会を開催している。大会は開催都市を定め、数日にわたって開催される。通常、開催都市は大会ごとに国や地域を変えて設定される。総合競技大会ではアスリートで構成される選手団が各国に結成され、様々なスポーツ競技で勝敗を争う。優秀な成績をおさめたアスリートやチームには金メダル、銀メダル、銅メダルが手渡される。オリンピックは通常4年毎に開催されている。

## 歴史
記録が残っている最初のスポーツ競技会の一つである、アイルランドのテルタウンで開催されていたテイルティーン・ゲームズはその歴史を紀元前1829年にまで遡る事ができる。これらの競技大会は競歩や投石などの競技を含む様々な大会が30日に渡り行われていた。紀元前776年に第一回大会が開催された古代オリンピックは近代オリンピックの原型となった競技大会で、第一回大会は競歩のみが行われたが、大会を経るごとに競技数を増やしていった。
古代ヨーロッパでは幾つかの総合競技大会が開催されていた。
- ギリシャ四大大会（英語版）
  - ピューティア大祭（紀元前527年設立）デルポイで4年毎に開催
  - ネメア大祭（紀元前516年設立）アルゴスで2年毎に開催
  - イストミア大祭（紀元前523年設立）コリントス地峡で2年毎に開催
- ルディ・ロマーニ（英語版） エトルリア人により、ギリシャの総合競技大会をルーツとして設立された。ルディ・ロマーニでは競歩や投石と行った競技は盛んでなく、代わりに剣闘士の戦いがスポーツ化した戦車レースやレスリングといった競技が盛んに行われた。

中世ヨーロッパでは、1600年代にイングランドで開催されたコッツウォルドオリンピック、スコットランドのハイランドゲームズや、1800年代にフランスで開催された共和国オリンピックなど、様々な総合競技大会が開催された。

## 大会の種類
近代オリンピックの設立以降、定期的に開催される総合スポーツ競技大会のほとんどは観客、参加国・地域により成り立っている。大会としては以下の様なものがある。
- 地域別。例：東アジア競技大会、南アメリカ競技大会
- 政治的連帯別。例：スパルタキアード（英語版）、新興国競技大会
- 歴史的連帯別。例：コモンウェルスゲームズ、フランス語圏競技大会
- 民族別。例：パンアルメリアン競技大会（英語版）、マカビア競技大会
- 地域別。例：イスラム諸国連合競技大会（英語版）、マカビア競技大会
- 所属別。例：ミリタリーワールドゲームズ、世界警察消防競技大会、ユニバーシアード
- 身体障害別。例：パラリンピック、デフリンピック、スペシャルオリンピックス・ワールドゲームズ（英語版）
- 年齢別。例：ワールドマスターズゲームズ、コモンウェルスユースゲームズ、シニアオリンピック（英語版）
- 性別。例：ムスリム女子競技大会、ゲイゲームズ

## オリンピック
近代初の総合スポーツ競技大会はオリンピックである。国際オリンピック委員会が1894年に設立され、第一回大会が1896年にギリシャのアテネで開催された。1900年大会、1904年大会の成功を経て、オリンピックは現在まで知名度の高い総合競技大会となった。初期の大会では競技数が少なかったものの、現在では様々なスポーツ競技が開催されており、競技数は増え続けている。

## パラリンピック
パラリンピックは身体障害を持つアスリートにより競われる総合競技大会であり、国際パラリンピック委員会（IPC）により組織運営が行われている。イタリアのローマで1960年に初めて開催された。パラリンピックでは初期の大会では競技数が少なかったものの、現在では様々なスポーツ競技が開催されており、競技数は増え続けている。

## その他の大会
20世紀の初めに、他の総合競技大会としてノルディックゲームズが開催された。この総合競技大会はスカンジナビア半島で開催され、クロスカントリースキーやスピードスケートといったウィンタースポーツ競技を開催していた。ノルディックゲームズは、1924年にシャモニー＝モン＝ブランで開催された国際冬季スポーツ週間が最初の冬季オリンピックとなったことにより、1926年を最後の大会として廃止された。
1920年代、あらゆる種類の他の総合スポーツ競技大会が作られた。これらの総合競技大会はオリンピックを含め、通常誰でも参加できるものではなく選抜されたアスリート集団によって行われるものだった。ソビエト連邦は1920年にブルジョワジーが参加するオリンピックに代わる共産主義者の大会としてスパルタキアードという総合競技大会の第一回大会を開催した。1922年、学生のみ参加可能なユニバーシアードの前身となる国際学生競技会がイタリアで設立された。地方別の総合競技大会としては極東選手権競技大会や中央アメリカ・カリブ海競技大会といった競技大会が設立された。

## 国際総合スポーツ競技大会の一覧
オリンピックは現在も世界最大規模かつ最も関心の高い総合スポーツ競技大会であるが、他にも重視される総合競技大会が存在する。

### 世界規模の大会
オリンピック以外の総合競技大会
- BRICS Games - BRICS諸国が主催し、毎年開催されるスポーツの総合競技大会[1]。
- ワールドゲームズ、1981年に第一回大会が開催された。オリンピックでは開催されない様々な競技が行われる。このため、ワールドゲームズは非公式に「非オリンピックスポーツ競技のためのオリンピック」と呼ばれることがある。
- マインドスポーツオリンピアード、1997年にマインドスポーツを対象として第一回大会が開催された[2]。
- ワールドマインドスポーツゲームズ、2008年に第一回大会が開催された。大会ではチェスや囲碁など、マインドスポーツと呼ばれる競技が行われる。
- エックスゲームズ（夏季大会、冬季大会）、エクストリームスポーツと呼ばれるスポーツの総合競技大会
- TAFISAワールドスポーツ・フォア・オールゲームズ、伝統的なスポーツやゲーム、すなわち世界の無形文化遺産を保護・促進することを目的とする総合競技会。

資格別
- FISUワールドユニバーシティゲームズ（旧ユニバーシアード） 1923年に第一回大会が開催された。世界中の大学生が参加。
- ミリタリーワールドゲームズ、1995年に第一回大会が開催された。100カ国以上の軍隊に所属するアスリートが参加する。
- 世界警察消防競技大会、1985年設立。各国の警察官や消防士が参加。参加者数はワールドマスターズゲームズ、夏季オリンピックに次ぐ三番目の人数を誇る。

組織・言語別
- コモンウェルスゲームズ、1930年に第一回大会が開催された。（1911年に類似の大会が開催されていたが、正式大会としては1930年が最初）イギリス連邦に属する国家が参加する。
- コモンウェルスユースゲームズ、2000年設立。
- フランス語圏競技大会、1989年に第一回大会が開催された。フランス語を公用語とする国家が参加する。
- ポルトガル語圏競技大会、2006年に第一回大会が開催された。ポルトガル語を公用語とする国家が参加する。
- パンアラブ競技大会、1953年に第一回大会が開催された。アラビア語を公用語とする国家が参加する。
- イスラム諸国連合競技大会（英語版）、2005年に第一回大会が開催された。イスラム協力機構に加盟するすべての国家が参加する。
- ムスリム女子競技大会、1993年設立。

政治的・歴史的縁故によるもの
- ボリバリアンゲームズ、1938年設立。シモン・ボリーバルをたたえて行われる南米の大会
- 欧州小国競技大会 1985年に第一回大会が開催された。ヨーロッパの面積の小さい8カ国が参加する。
- アイランドゲームズ（英語版）、1985年に第一回大会が開催された。幾つかの小規模な諸島国家・地域が参加する。
- グッドウィルゲームズ、1986年に第一回大会が開催された。1984年に開催されたオリンピックを東側諸国がボイコットしたことに対抗して設立。（2001年大会をもって廃止）
- スパルタキアード（英語版）、ソビエト連邦加盟国家所属のアスリートが参加した大会、ソビエト連邦崩壊と共に終了。
- 新興国競技大会、1963年にインドネシアのジャカルタで第一回大会が開催された。そのため、「新興国の大会」と呼ばれた。（新たに独立した社会主義国家が主に参加）

国家起源別
- パンアルメリアンゲームズ（英語版）、1999年設立。

民族別
- マカビア競技大会、1932年に第一回大会が開催された。世界中のユダヤ人アスリートが参加。

その他
- ゲイゲームズ、ワールドアウトゲームズ ゲイゲームズは1982年、ワールドアウトゲームズは2006年設立。世界中のゲイ・コミュニティに属する人々が参加。
- ワールドマスターズゲームズ、1985年に第一回大会が開催された中高年齢者が参加する大会。競技参加者のほとんどが夏季オリンピックに過去に2回以上参加している。
- ヨーロピアン・マスターズゲームズ（英語版）、2008年に第一回大会が開催された。中高年のアスリートが参加する。（一般には30-35歳、競技による）

### 地域別の競技大会
- アフリカ競技大会、1965年に第一回大会が開催された。アフリカのすべての国家が参加
- アフロアジア競技大会（英語版）、2003年にインドで第一回大会が開催された。
- オーストララシア警察救急救命士競技大会（英語版）、地域・所属別の大会。
- バルト海競技大会（英語版）、バルト海に面する国家が参加。1993年にエストニアで第一回大会が、1997年にリトアニアで第二回大会が開催された。
- パンアメリカン競技大会、1951年に第一回大会が開催された。アメリカ大陸のすべての国家が参加。
- 中央アメリカ・カリブ海競技大会、1926年に第一回大会が開催された。カリブ海、中央アメリカに属する国家が参加。4年毎に開催される。
- 中央アメリカ競技大会（英語版）、1973年に第一回大会が開催された。中央アメリカの国家が参加[3]。
- カリブ海競技大会、2009年6月に第一回大会が開催された。カリブ海に面する国家が参加する。第二回大会は2013年に開催される[4]。
- 南アメリカ競技大会、1978年設立。
- アラフラ競技大会（英語版）、1991年に第一回大会が開催された。オセアニアに属する国家が参加。
- アジア競技大会、1951年に第一回大会が開催された。アジアに属する国家が参加。
- 東南アジア競技大会、1959年に第一回大会が開催された。東南アジアに属する国家が参加。
- 東アジア競技大会、東アジアに属する国家が参加。
- 西アジア競技大会、西アジアに属する国家が参加。
- 中央アジア競技大会、中央アジアに属する国家が参加。
- 南アジア競技大会、南アジアに属する国家が参加。
- ヨーロッパ・ユース・オリンピック・フェスティバル（EYOF）、ヨーロッパの若手アスリートが参加。1991年（夏季）、1993年（冬季）に開始された。
- 地中海競技大会、1951年に第一回大会が開催された。地中海に面する国家が参加。
- パシフィックゲームズ、1963年に第一回大会が開催された。南太平洋に面する国家が参加。
- 北極冬季競技大会（英語版）、1970年に第一回大会が開催された。北極圏もしくはその傍にある国・地域がスポーツと文化の振興をおこなう国際大会。隔年で開催されている。
- インド洋諸島ゲームズ、1979年に第一回大会が開催された。インド洋に面する島嶼国が参加。

### 国別の競技大会
- 中華人民共和国全国運動会、1910年に第一回大会が開催されたとされる、おそらく世界最古の国別総合スポーツ競技大会
- 大韓民国全国体育大会、1920年に第一回大会が開催された。韓国の道対抗大会
- 国民スポーツ大会（旧国民体育大会） - 1946年に第一回大会が開催された。日本の都道府県対抗大会
- 全国高等学校総合体育大会 - 1966年に第一回大会が開催された。日本の高校生対象の大会
- インド国家競技大会（英語版）、1924年に第一回大会が開催された。「インド国内のオリンピック」として知られている。
- パラロン・パンバンサ（英語版） フィリピンで開催
- ペカン・オラフラガ・ナシオナル インドネシアで開催
- カナダ・ゲームズ（英語版） カナダで開催
- スカン・マレーシア マレーシアで開催。
- ステートゲームズ・オブ・アメリカ（英語版） アメリカ合衆国で開催
- AAUジュニアオリンピックゲームズ（英語版） アメリカ合衆国で開催、1967年に第一回大会が開催された。

## 障害を持つアスリートの大会
上記の他にも、障害を持つアスリートを対象とした大会がある。聴覚障害者のアスリートを対象とする初の国際大会である国際ろう者競技大会は第一回大会が1924年にパリで開催された。1948年にイギリスで第一回大会が開催された世界車いす・切断者競技大会は肢体不自由なアスリートを対象としたの初の国際大会である。1960年、オリンピックと並行してパラリンピックの第一回大会が開催された。知的障害を持つアスリートを対象としたスペシャルオリンピックス・ワールドゲームズは1968年に第一回大会が開催された。